# Erkki-Sven Tüür
Erkki-Sven Tüür (født 16. oktober 1959 på øen Hiiumaa, Estland) er en estisk komponist, fløjtenist, percussionst og lærer.
Tüür studerede fløjte og percussion på Musikkonservatoriet i Tallinn (1976-1980). Han studerede komposition hos Jaan Rääts og Lepo Sumera på Musikakademiet i Tallin (1980-1984).
Han formede og ledede rockgruppen "In Spe" (1979-1984), som blev en af de mest populære grupper i Estland, men forlod den for at hellige sig sin klassiske komposition på fuld tid.
Tüür har skrevet 9 symfonier, orkesterværker, kammermusik, scenemusik, korværker, filmmusik etc.

## Udvalgte værker
- Symfoni nr. 1 (1984) - for orkester
- Symfoni nr. 2 (1987) - for orkester
- Symfoni nr. 3 (1997) - for orkester
- Symfoni nr. 4 "Magma" (i en sats) (2002) - for soloslagtøj og orkester
- Symfoni nr. 5 (2004) - for elguitar, orkester og bigband
- Symfoni nr. 6 "Strata" i en sats (2007) - for orkester
- Symfoni nr. 7 "Pietas" (2009) - for blandet omkvæd og orkester
- Symfoni nr. 8 (2010) - for orkester
- Symfoni nr. 9 "Mythos" (2017) - for orkester

## Eksterne kilder og henvisninger
- Om Erkki-Sven Tüür Arkiveret 17. oktober 2014 hos  Wayback Machine på musicweb-international.com